# Větší Vltavice
Větší Vltavice (německy Kettenbach) je vodní tok protékající Horními Rakousy a Jihočeským krajem, kde končí jako pravostranný přítok Vltavy. Jeho celková délka je 22,5 km (z toho 7,5 km v Česku). Celková plocha povodí činí 107,5 km2.

## Průběh toku
Větší Vltavice pramení v Horních Rakousech nad obcí Schenkenfelden v nadmořské výšce 815 m n. m. Poté protéká obcemi Schenkefelden a Reichenthal. Za obcí Reichenthal se nachází velké množství vodních mlýnů. Poté cca po 15 km překračuje hranici a pokračuje neobydleným údolím až k osadě Horní mlýn na katastru Herbertova, kde se vlévá do Vltavy.

### Přítoky

#### Levostranné
- Mlýnecký potok

#### Pravostranné
- Schwarzenbach
- Froscherbach

## Uvažovaná přehrada
Na Větší Vltavici se uvažuje o výstavbě přehrady, hráz by se nacházela v k. ú Herbertov, cca 1 km od ústí. Přehrada by měla rozlohu 306,7 ha. Území plánované přehrady je chráněno jako LAPV.

## Vodní režim
Průměrný průtok u ústí je 1,15 m3/s.